# 諸壽賢
諸壽賢（1550年—1620年），字延之，號敬陽、景陽，直隸蘇州府崑山縣澜漕人，民籍，明朝政治人物。

## 生平
萬曆七年（1579年）己卯科鄉試四十一名舉人。萬曆十四年（1586年）丙戌科進士，会试二百三十八名，廷试二甲二十六名。工部观政。中第後，會南畿督學御史房寰連疏參奏都御史海瑞，諸壽賢隨同年進士顧允成、彭遵古抗疏。三人都被奪冠帶還家。後來起爲南阳府教授。入為國子監助教，擢禮部主事。遘疾，請归，授徒自给。數年後卒，年七十一。

## 家族
先世本姓朱，明初避國姓，改諸。世居崑山瀾漕。曾祖父諸玉，贈刑部主事；嗣祖父諸邦正（舉人、寧津知縣）；嫡祖父諸邦憲，翰林院庶吉士，改刑部主事；父親諸有彥，廩生。母魏氏。永感下。兄齊賢；弟同賢、國賢、希賢、思賢、心賢、見賢。